# Хон Унчон
Хон Унчон (кор. 洪雲仲, 홍윤정; 9 березня 1989) — північнокорейська гімнастка, олімпійська чемпіонка.

## Виступи на Олімпіадах
| Олімпіада  | Дисципліна        | Місце             |
| ---------- | ----------------- | ----------------- |
| Пекін 2008 | вільні врави      | 58 (кваліфікація) |
| Пекін 2008 | опорний стрибок   | 1                 |
| Пекін 2008 | різновисокі бруси | 57 (кваліфікація) |
| Пекін 2008 | колода            | 78 (кваліфікація) |
| Пекін 2008 | абсолютний залік  | 41 (кваліфікація) |